# 엽사형제단
엽사형제단(프랑스어: Frères chasseurs, 영어: Hunter Brothers)은 1837년~1838년 반란 때 로어캐나다(오늘날의 퀘벡주)를 민주공화국으로 독립시키려 한 파트리요트 측에서 싸운 준군사조직이다.
1837년의 1차 봉기가 실패로 돌아간 뒤 1838년 로버트 넬슨, 시릴엑토옥타브 코테, 에드몽엘리제 말리오, 앙투안 도레, 쥘리앵 가그농, 루이기욤 레베스케, 프랑수아 메르퀴르, 프랑스우 르마이트르, 셀레스탱 보솔렝, 데이비드 로촌 등이 모여서 형제단을 만들었고, 최소 35개 이상의 지부로 구성되었다.
엽사형제단은 미국 쪽에서 하캐나다를 침공하여 영국군을 몰아내려 했고, 1838년 2월 22일 총재 로버트 넬슨이 하캐나다 공화국의 독립을 선언했다. 혁명이 실패로 끝난 뒤 프랑수아마리토마 드 로리미에 기사 등 엽사형제단원들은 피에뒤쿠랑 감옥에서 처형되었다.